# Villetelle (Hérault)
Villetelle è un comune francese di 1 396 abitanti situato nel dipartimento dell'Hérault nella regione dell'Occitania.

## Società

### Evoluzione demografica
Abitanti censiti